# Gordon Smiley
Gordon Eugene Smiley (Omaha, 20 aprile 1946 – Indianapolis, 15 maggio 1982) è stato un pilota automobilistico statunitense.

## Carriera
Smiley disputò la prima gara all'età di 19 anni. Nella sua carriera prese parte a competizioni di varie categorie (Formula Ford SCCA, Formula Atlantic, Can-Am, Formula 5000 e Formula Super Vee), conquistando vittorie in ciascuna di esse e stabilendo 25 record sul giro. Vinse per quattro volte il campionato nazionale SCCA.
Diventato pilota professionista nel 1974, nel 1979 gareggiò per il Team Surtees nel campionato britannico di Formula 1: su 11 gare cui partecipò, per 8 volte fu tra i primi 10 al traguardo, e vinse a Silverstone.

### 500 miglia di Indianapolis
Gordon Smiley prese parte per tre volte alla 500 Miglia di Indianapolis, nel 1980, 1981 e 1982, sempre per la scuderia Patrick Racing.
Nel 1980 si qualificò in 20ª piazza e chiuse la gara (segnata da noie al motore) al 25º posto. L'anno seguente riuscì a qualificarsi in 8ª posizione; in gara patì un incidente al 141º giro e chiuse 22º.

#### La morte
Smiley si presentò al via della 500 Miglia anche nel 1982. Nel corso delle qualifiche, mentre affrontava la terza curva, la sua vettura ebbe un sovrasterzo; nel tentativo di correggere la traiettoria controsterzando, Smiley innescò involontariamente un effetto pendolo che rese l’auto ingovernabile, mandandola a sbattere quasi frontalmente contro il muretto esterno, ad una velocità stimata di 320 km/h. L'impatto fu devastante: la vettura si disintegrò in vari tronconi e il serbatoio della benzina letteralmente esplose: i rottami si sparsero lungo tutto il tratto di pista tra le curve 3 e 4. Smiley morì sul colpo, risultando la prima vittima della 500 Miglia dall'edizione 1973 (segnata dai decessi di Art Pollard e Swede Savage) e, al 2022, l'ultimo pilota ad essere deceduto nelle qualifiche. Dopo i funerali, Smiley venne sepolto presso il Calvary Cemetery di Omaha.
Il medico di gara della Formula CART, Steve Olvey, fu tra i primi a giungere sul luogo dell'incidente e descrisse così la scena che si presentò davanti ai suoi occhi: